# Cornus quinquenervis
Cornus quinquenervis — вид квіткових рослин з родини деренових (Cornaceae).

## Біоморфологічна характеристика
Це кущ 1–3(4) метрів заввишки. Кора чорнувато-сіра, гладка. Молоді гілки зелені чи багряно-червоні, 4-кутні, з сіруватими короткими трихомами; старі гілки коричневі, голі. Листки супротивні; пластинка еліптично-ланцетної або ланцетної форми, рідше подовжено-яйцеподібна, 4–9(10) × 1–2.3(3.8) см, абаксіально (низ) світло-зелена, з рідкісними білими притиснутими опадними короткими трихомами, верхівка від загостреної до тупо загостреної. Суцвіття 3.5–8 см завширшки, запушені білими притиснутими короткими трихомами. Квітки білі чи жовтувато-білі, 9–10 мм у діаметрі. Частки чашечки від ланцетно-трикутних до гостро-трикутних. Пелюстки від вузько-яйцеподібних до вузько-трикутних чи ланцетних, ≈ 6 × 1.8 мм. Тичинки коротші від пелюсток; пиляки жовтувато-білі. Плід у зрілості чорний, кулястий, ≈ 5 мм у діаметрі; кісточки майже кулясті, ≈ 4 мм у діаметрі, малопомітно 6-ребристі. Цвітіння: червень — липень, плодоношення: жовтень — листопад.

## Поширення
Росте в Азії: цн. і пд. Китай. Населяє гірські ліси, зарості біля струмків, чагарники, схили; над рівнем моря до 2500 метрів.

## Галерея

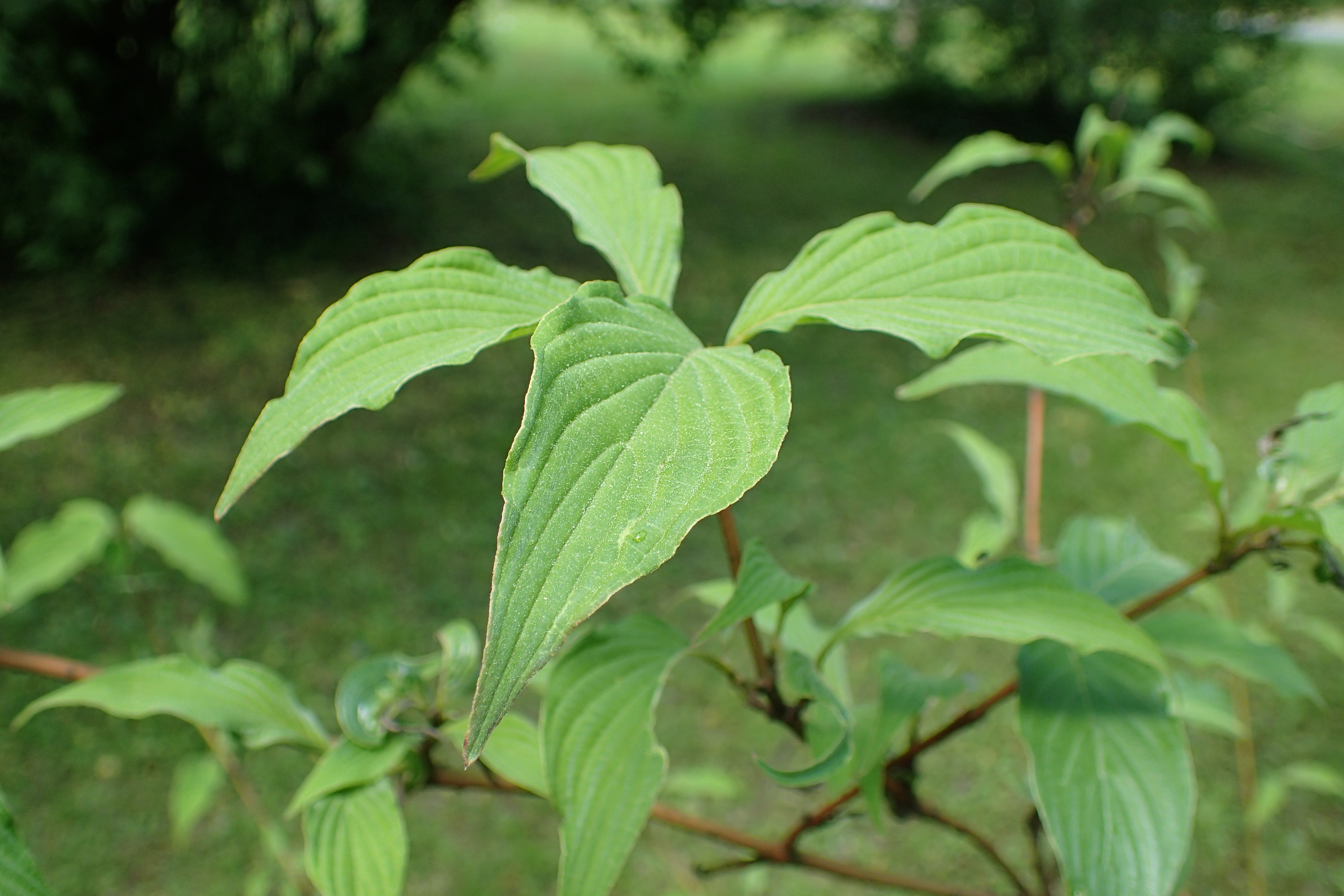
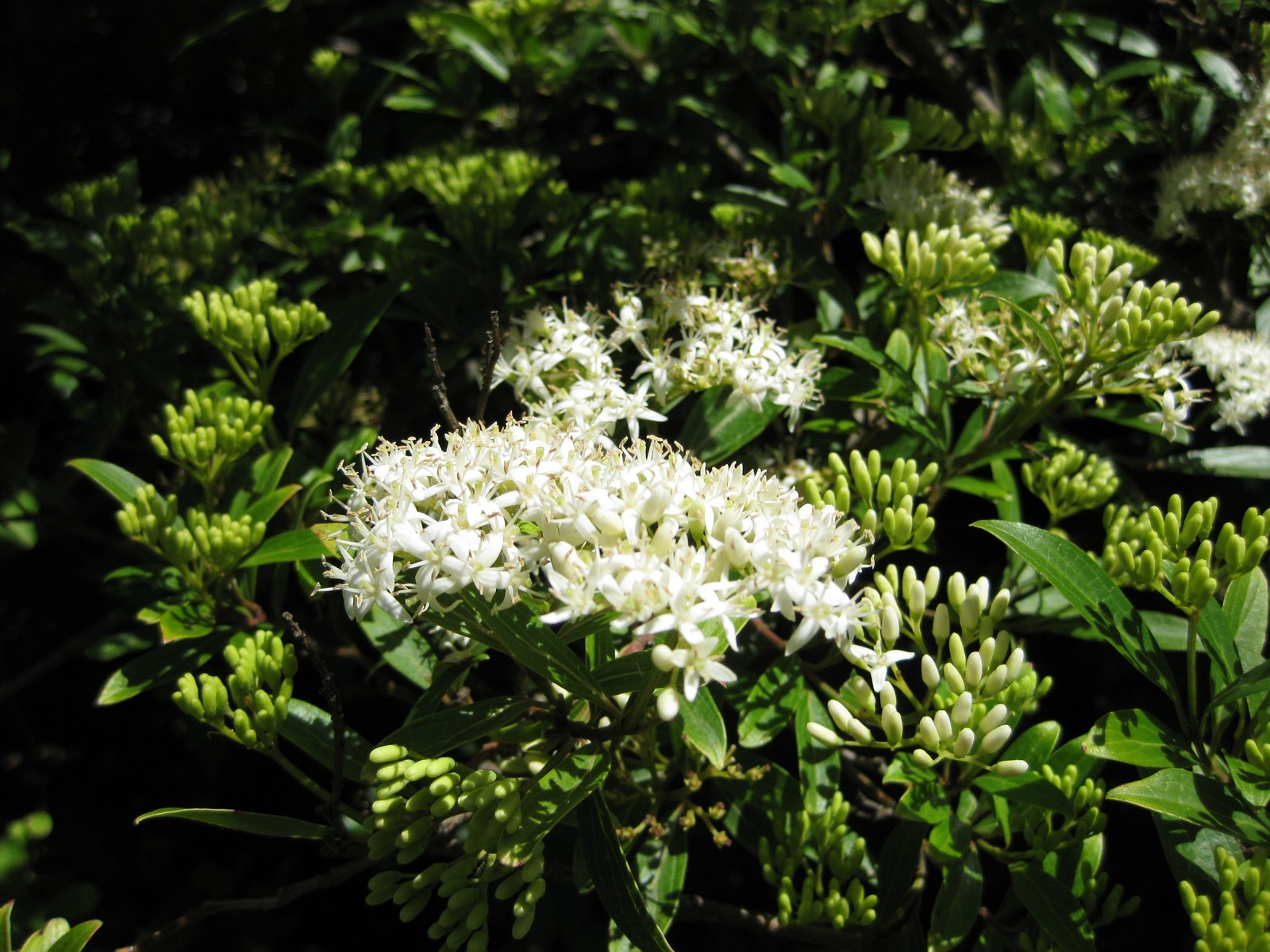